# Conjunto arqueológico de Mérida
El conjunto arqueológico de Mérida, la Augusta Emerita romana fundada como colonia romana en el año 25 a. C. por orden del emperador Octavio Augusto, es uno de los principales y más extensos conjuntos arqueológicos de España. Fue declarado Patrimonio de la Humanidad en 1993 por la Unesco.

## Teatro romano

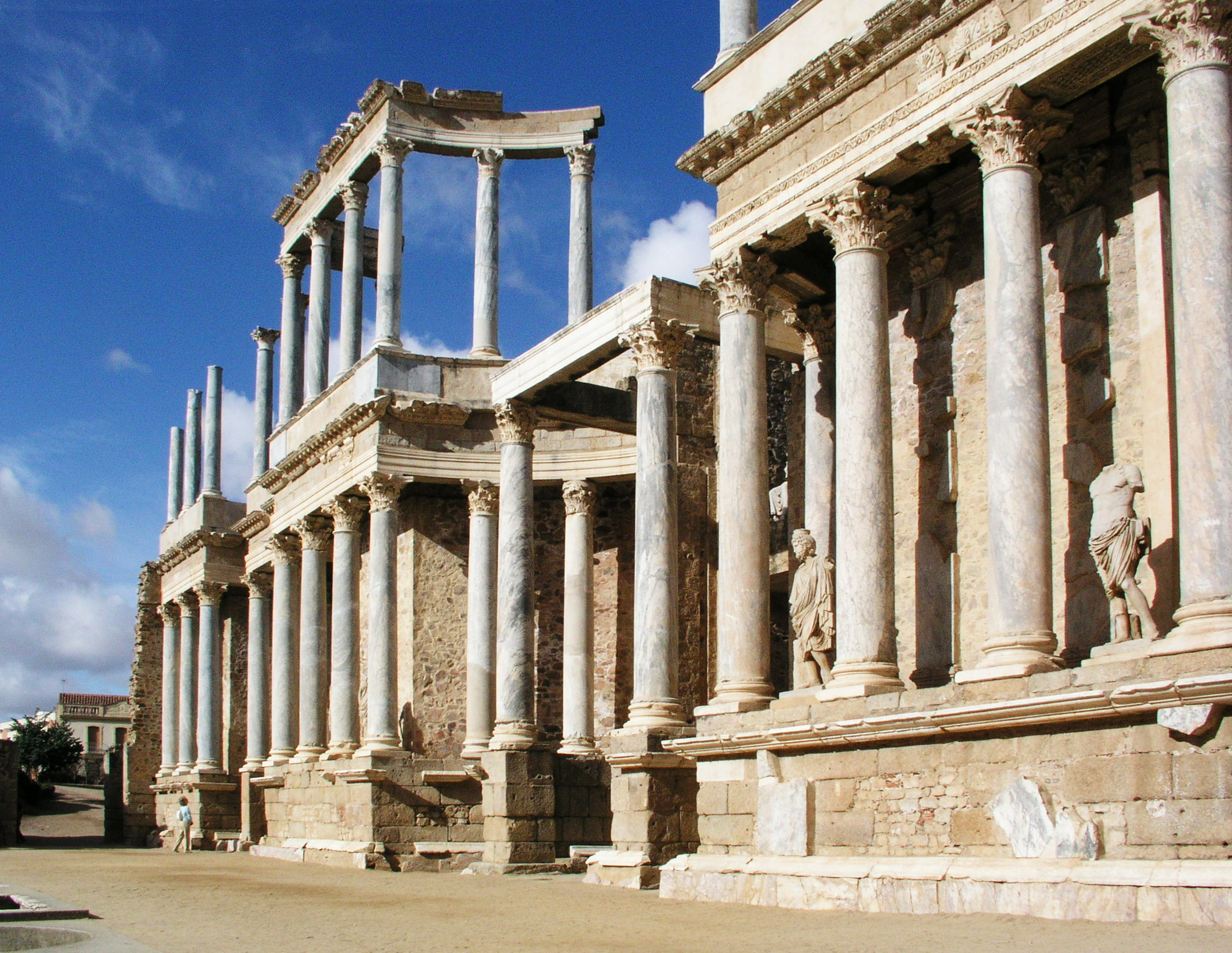
Escena del Teatro Romano de Mérida.

El teatro es una construcción promovida por el cónsul Marco Vipsanio Agripa. Según fecha inscrita en el propio teatro su construcción se produjo en los años 16 a 15 a. C.
El teatro ha sufrido varias remodelaciones, la más importante, a finales del siglo I o principios del siglo II, posiblemente en época del emperador Trajano, cuando se levantó la actual fachada o frente de escena, y otra en época de Constantino entre los años 330 y 340, introduciéndose nuevos elementos arquitectónicos-decorativos y construyéndose una calzada que rodea el monumento. Tras el abandono propiciado por el cristianismo a causa de la inmoralidad del teatro, este se abandona y cubre de tierra, quedando solamente visible la zona superior del graderío (summa cavea). La imaginación popular la denominó "Las Siete Sillas", donde según la tradición se sentaron en ella diversos reyes moros para decidir los destinos de la ciudad.

## Anfiteatro romano

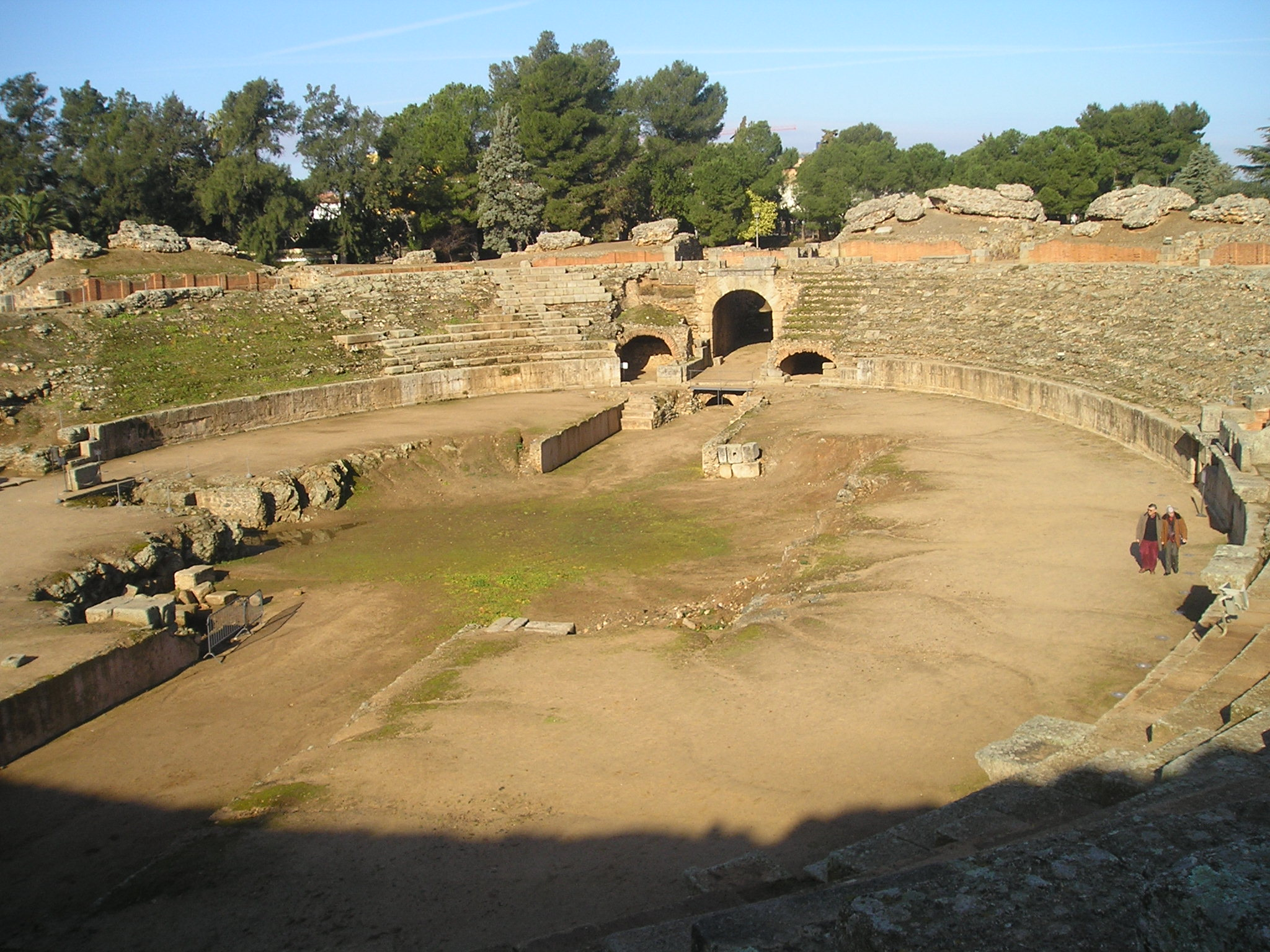
El Anfiteatro de Mérida.

Construcción más del gusto popular que el teatro, fue inaugurado en 8 a. C. Este edificio estaba destinado a las luchas entre gladiadores, entre fieras o entre hombres y fieras.
Es un edificio formado por una arena central de forma elíptica rodeada de un graderío capaz para 15 000 espectadores divididos, al igual que en el teatro en tres zonas. De estas tres zonas solo se conserva en la actualidad la inferior ya que las dos superiores fueron utilizadas, tras su caída en desuso, como cantera para las construcciones adyacentes.

## Circo romano

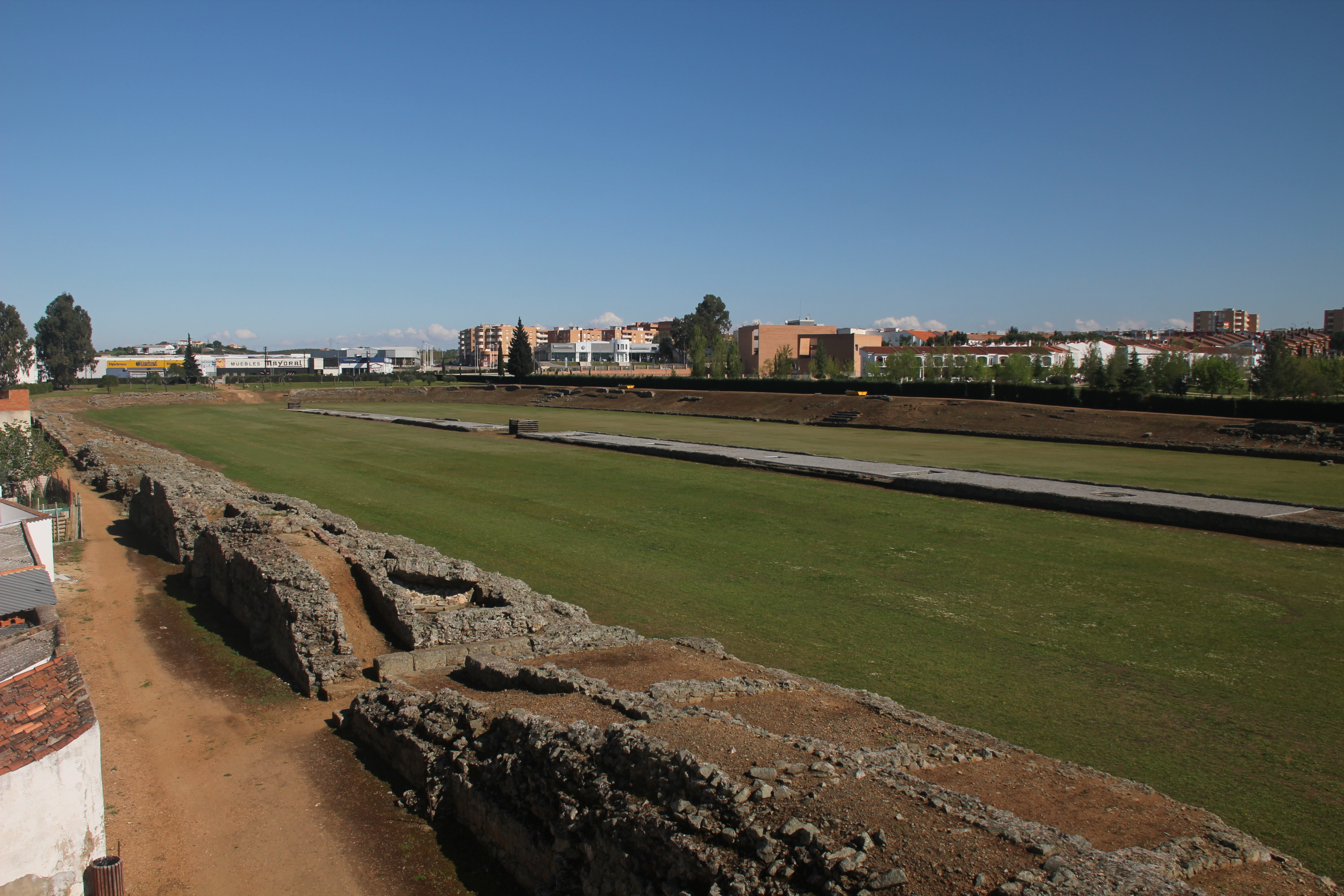
Circo romano de Mérida.

Con sus más de 400 m de longitud y 100 m de anchura era el mayor de los edificios de espectáculos de la ciudad y, junto con el anfiteatro, era el que gozaba de los favores de un público más dado a emociones fuertes que a cultas obras teatrales. Debido a sus grandes dimensiones se encontraba fuera del recinto amurallado, al lado de las calzada que unía Emérita con Corduba (Córdoba) y Toletum (Toledo). Este monumento es totalmente visitable. Tenía un aforo de unos 30 000 espectadores distribuidos en un graderío con la ya clásica división en cáveas marcada por las diferentes procedencias sociales de sus ocupantes.
La fecha de su construcción data de principios del siglo I. Posiblemente durante la época de Tiberio. El recinto posee una arena central donde se efectuaban las competiciones. En medio de ésta se encuentra una valla central llamada spina de una longitud de 223 m y una anchura de 8,5 m y decorada con monolitos y otros motivos. Uno de los espectáculos favoritos eran las carreras de bigas (dos caballos) y cuadrigas (cuatro caballos). Los conductores de los carros llamados aurigas eran personajes muy populares siendo muchos de ellos inmortalizados en pinturas y mosaicos. Actualmente el Circo romano de Mérida posee un recién construido centro de interpretación, que permite un mejor entendimiento de la estructura del monumento.

## Puente romano sobre el Guadiana

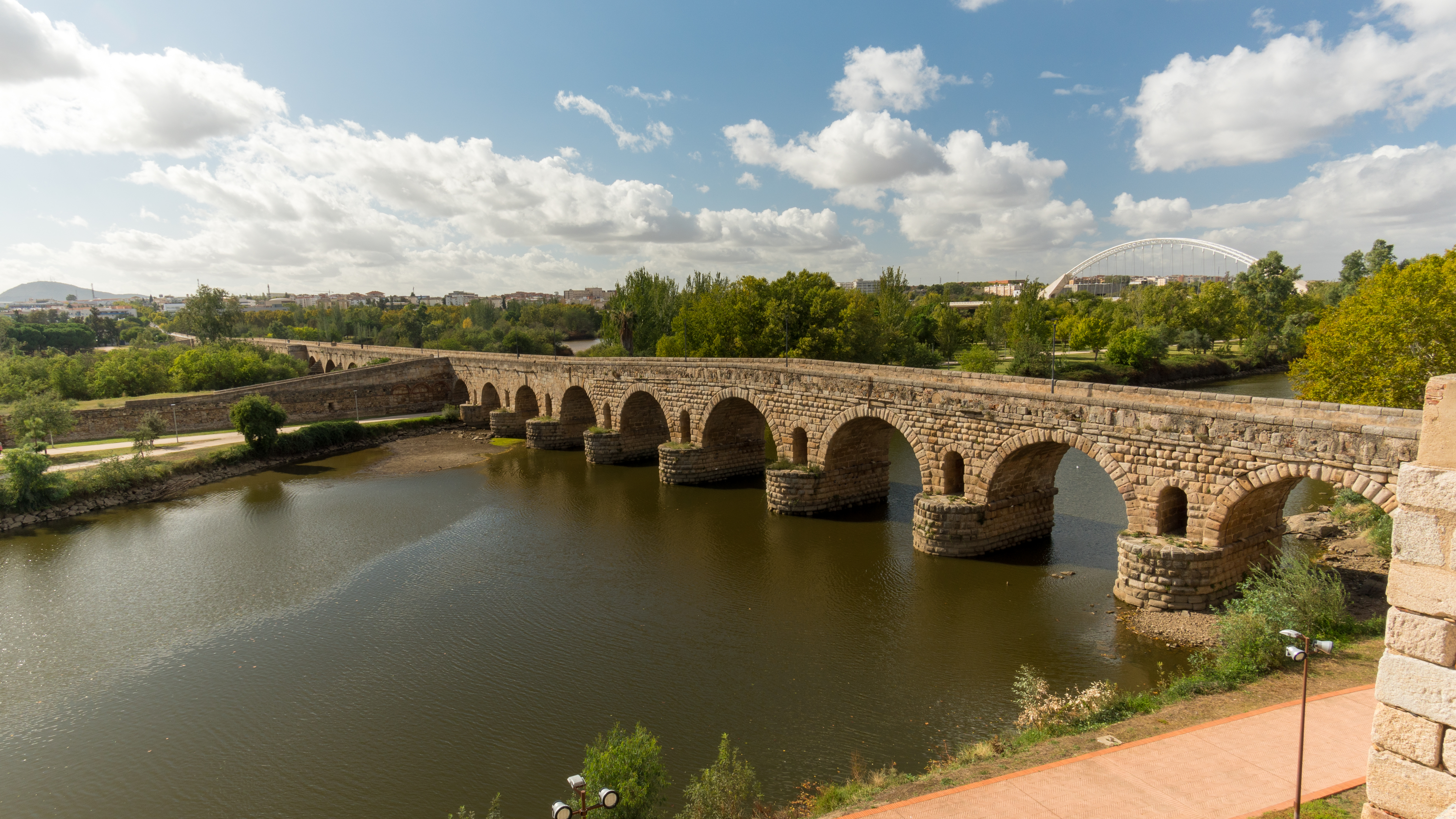
El puente romano de Mérida desde la Alcazaba. Al fondo, el puente Lusitania.

Se puede considerar, de algún modo, como el origen de la ciudad y, en todo caso, el que marca su trazado siendo prolongación de una de las arterias principales de la colonia, el Decumanus Maximus.
La situación del puente está cuidadosamente seleccionada en un vado del río Guadiana que ofrece como punto de apoyo una isla central que lo divide en dos cauces. La estructura original no ofrecía la continuidad de la actual, ya que estaba compuesto por dos tramos de arcos que se unían en la isla, donde había un gran tajamar. Este fue sustituido por varios arcos en el siglo XVII, después de que una riada fechada en 1603 derribara parte de la estructura. En época romana se amplió en longitud varias veces, añadiéndose por lo menos cinco tramos de arcos consecutivamente para que el camino no se cortara en las periódicas crecidas del Guadiana. Eso ha hecho que esta obra llegue a los 792 m de largo, uno de los mayores que se conservan de ese momento.

## Acueducto de Los Milagros

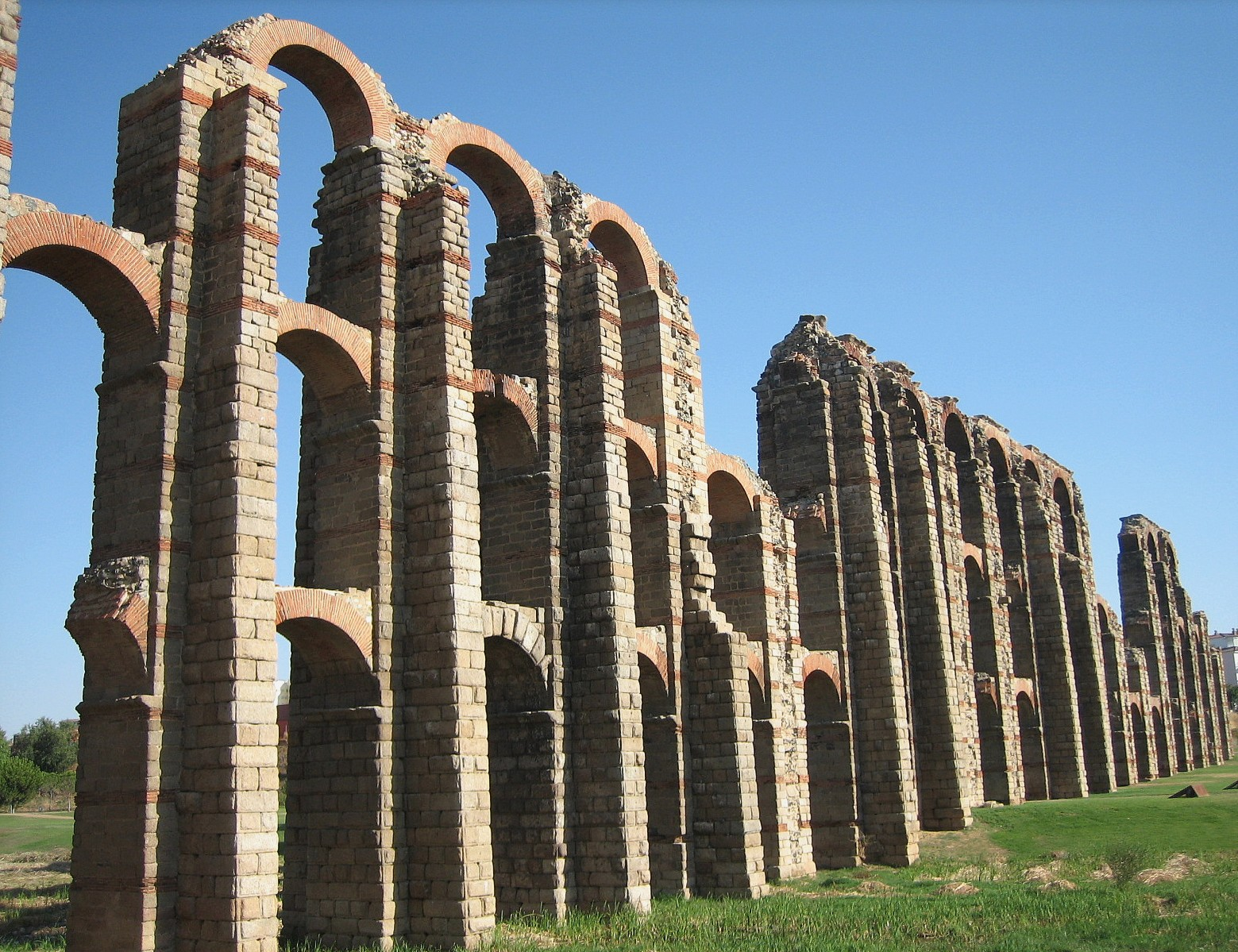
Acueducto de los Milagros.

Formaba parte de la conducción que traía el agua a Mérida desde el embalse de Proserpina situado a 5 km de la ciudad. Data de inicios del I d. C. La arquería se encuentra actualmente bastante bien conservada, sobre todo el tramo que salva el valle del río Albarregas. Se le conoce con este nombre, debido a que parece un milagro que aún siga en pie.

## Acueducto de Rabo de Buey-San Lázaro
Traía el agua de arroyos y manantiales subterráneos situados al Norte de la ciudad, se conserva bastante bien la conducción subterránea pero de la arquería construida para salvar el valle del Albarregas solo quedan tres pilares y sus correspondientes arcos próximos al monumento del circo romano y a otro acueducto del siglo XVI, en el que se utilizó el material del acueducto romano para su construcción

## Templo de Diana

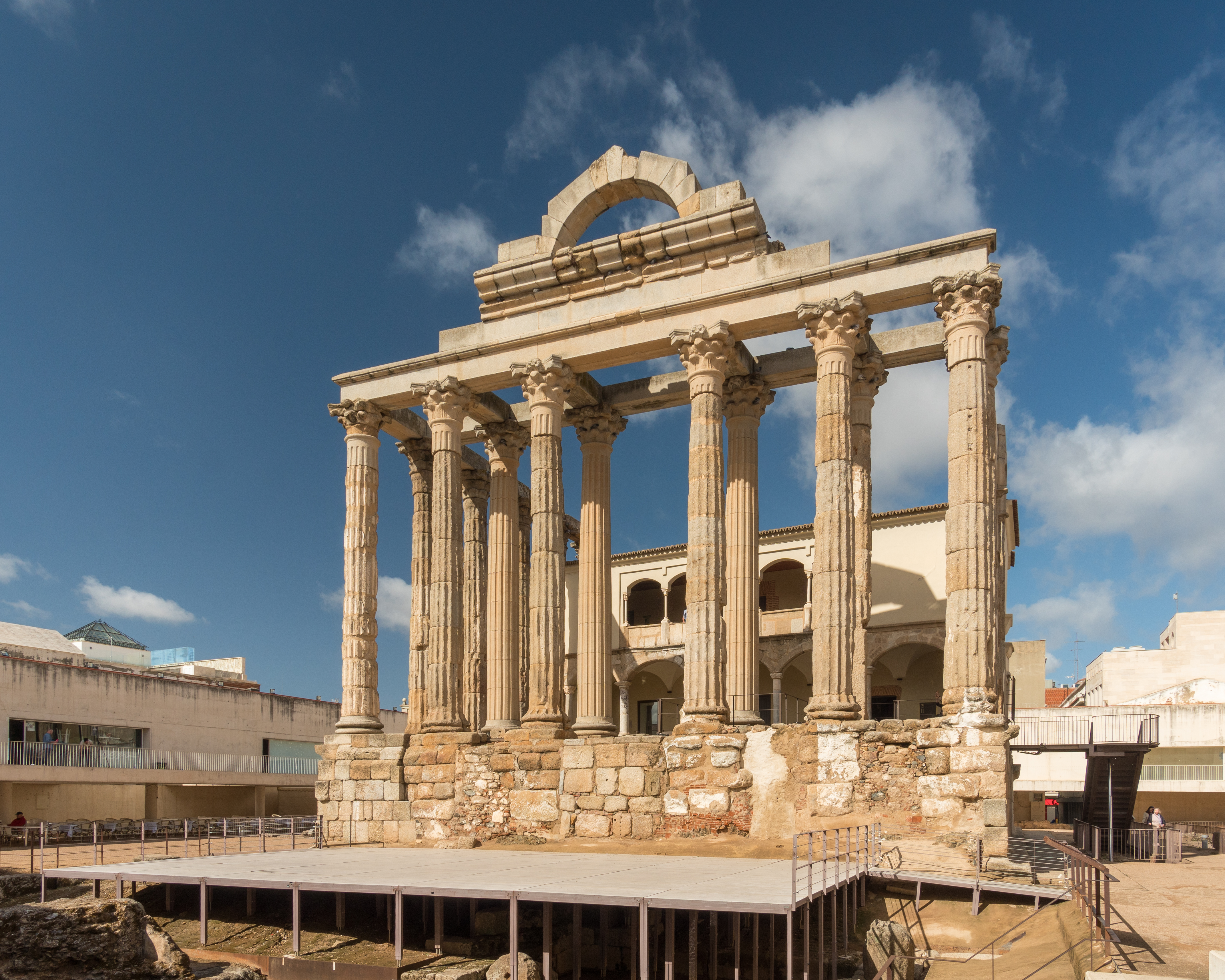
Templo de Diana.

Denominación popular desde el siglo XVII, a pesar de no estar consagrado a la diosa Diana sino al culto imperial.
Edificio perteneciente al foro municipal de la ciudad. Es uno de los pocos de carácter religioso que se conserva en un estado satisfactorio. A pesar de su nombre, erróneamente asignado en su descubrimiento, el edificio estaba dedicado al culto imperial. Su construcción data de finales del siglo I a. C. o principios del I d. C., en la época augústea.
De planta rectangular, y rodeado de columnas de estilo corintio en tambores, tiene el frente orientado al foro. Este frontal estaba formado por un conjunto de seis columnas (hexástilo) rematadas en un frontispicio. A la conservación actual del edificio contribuyó el haber estado incorporado al Palacio del Conde de los Corbos, de estilo renacentista y cuyos restos pueden apreciarse aún en la sala interior del templo. En su construcción se emplearon principalmente materiales graníticos.

## Arco de Trajano

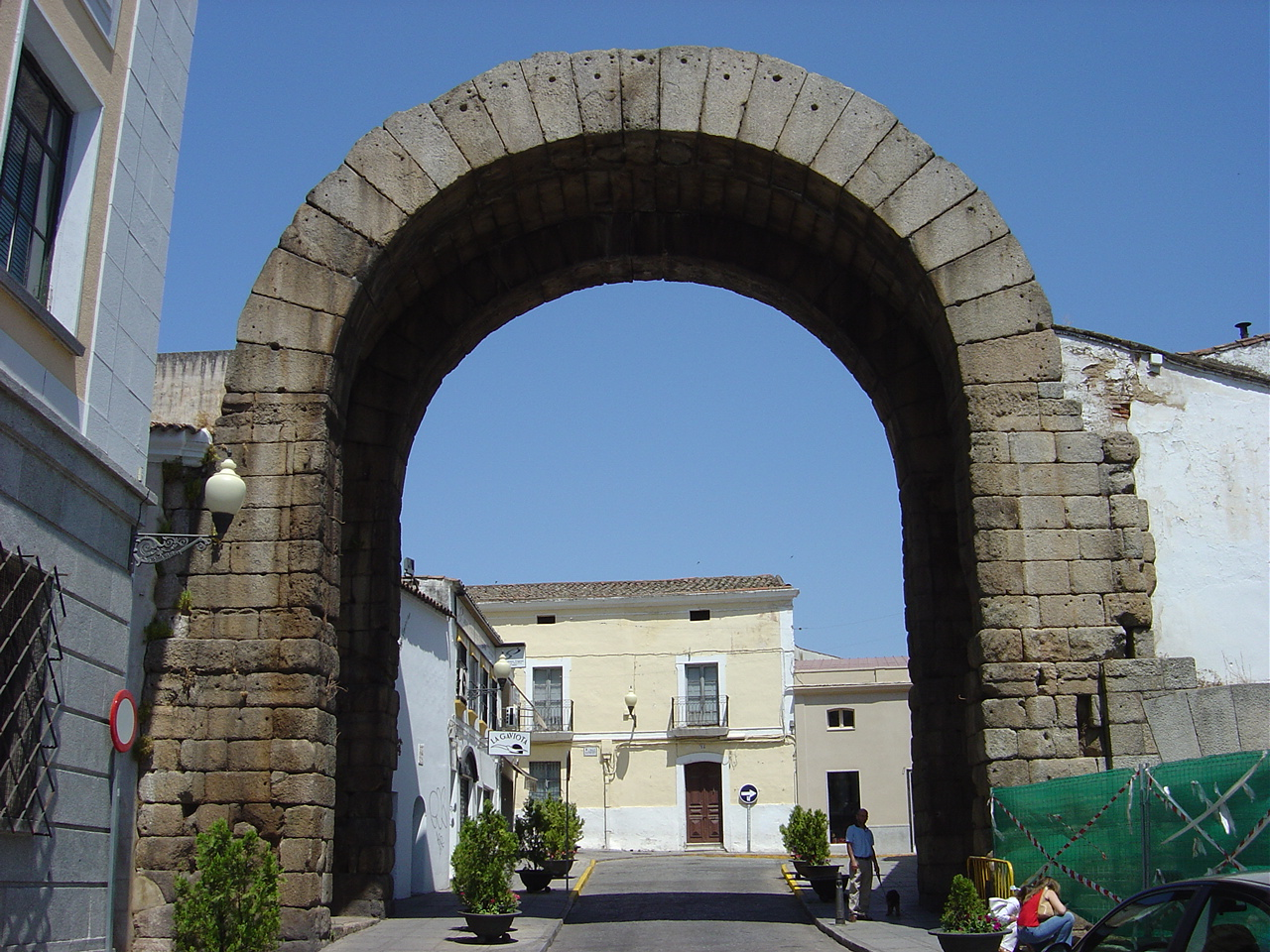
El conocido popularmente como Arco de Trajano (Mérida).

El popularmente conocido "Arco de Trajano" de Mérida, en realidad es de Tiberio y no es un arco de triunfo como se pensaba. Arco de entrada, posiblemente, al foro provincial. Estaba situado en el Cardo Maximus, una de las vías principales de la ciudad y comunicaba este foro con el municipal. En su época estaba recubierto por mármol.
Hecho a base de  granito, y forrado en mármol en su origen, mide 13,97 m de alto, 5,70 m de ancho y 8,67 m correspondientes a la luz del arco. Se cree que tiene un carácter triunfal, aunque también pudo servir como antesala del Foro Provincial. Inmerso en la maraña constructiva moderna y enmascarado por las casas vecinas, este arco se yergue majestuoso y admirado por viajeros e historiadores de todos los tiempos. Su denominación es arbitraria, dado que la inscripción conmemorativa se perdió siglos atrás.

## Domus de lujo
Fue hallada fortuitamente a comienzos de la década de 1960. Fue construida a mediados del siglo I d. C. y se encuentra situada en la 
falda meridional del cerro de San Albín. Su proximidad al área donde se supone la ubicación del Mitreo emeritense motivó su actual denominación de "Casa del Mitreo". Toda la mansión estaba construida en mampostería con refuerzo de sillares en las esquinas. De la casa destacan los peristilos con jardín interior y en una habitación del sector occidental el célebre Mosaico Cosmogónico, representación alegórica de los elementos de la naturaleza (ríos, vientos, etc) presidida por la figura de Aion. El recinto ha sido techado y acondicionado para su visita recientemente.

## Catedral visigoda de Santa María de Jerusalén
La Catedral visigoda de Santa María de Jerusalén, de la que no quedan vestigios, salvo piezas que se conservan en el Museo Visigodo, fue sede arzobispal. Formaba parte de un conjunto de edificios, entre los que estaba el Palacio arzobispal, y adosada a la catedral la Basílica de San Juan, en la que había un Baptisterio.
Aunque no se poseen suficientes datos sobre cómo sería este conjunto, sí podemos recrearlo en la actualidad gracias a los datos ofrecidos en el Libro de las Vidas de los Santos Padres Emeritenses, en él se puede leer:

Qui nimio pavore concussus... sese in angulum basilicae silenter contulit... ante gallorum cantu cum laudibus pervenerunt ab ecclesia sanctae Mariae ad basilicam sancti Ioannis in qua baptisterium est quae nimium contigua antefatae basilicae, pariete tantum interposita.
Temblando de miedo, silenciosamente se retiró a un ángulo de la basílica... antes de que cantara el gallo llegaron cantando laudes desde la iglesia de Santa María hasta la basílica de san Juan, en la que está el baptisterio, contigua a la antedicha basílica, sólo separada por un muro.
Libro de las Vidas de los Santos Padres Emeritenses.IV, ix, 4 y 5

## Alcazaba

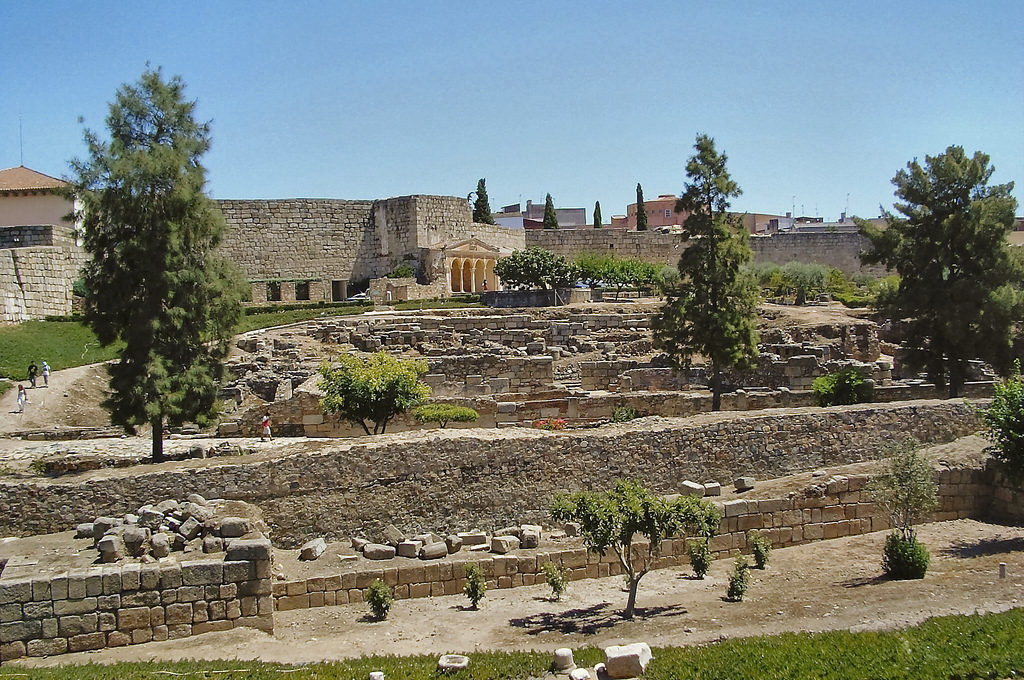
Alcazaba de Mérida.

Está situada junto al puente romano del río Guadiana. Fue construida por Abderraman II en el año 835 d. C. como bastión para controlar la ciudad, que desde el año 805 se había rebelado continuamente contra el dominio emiral. Fue la primera alcazaba árabe de la península ibérica.
Es una construcción compleja que consta de un gran recinto cuadrado de 130 metros de lado, capaz de albergar un buen número de tropas. En su interior se encuentra un maravilloso aljibe, edificio singular donde los haya, compuesto de una cisterna de agua inacabable (filtrada desde el Guadiana) a la que se accedía con un doble corredor desde el piso bajo de una torre. En uno de sus extremos se construyó un convento para la Orden de Santiago, que actualmente es la sede de la presidencia de la Junta de Extremadura. Junto al puente romano hay adosado otro recinto más pequeño, el denominado alcazarejo, que controlaba el paso del río a la ciudad.

## Necrópolis
Con la denominación de "Los Columbarios" se conocen dos construcciones funerarias, realizadas a cielo abierto, situadas extramuros de la ciudad romana, que no se asemejan a la tipología de columbarios. Ambos son el mejor ejemplo de las construcciones funerarias de Emérita. Los materiales utilizados para su fabricación son la mampostería y la sillería de granito. En las dos se conservan los epígrafes identificativos de las familias propietarias (los Vaconios y los Julios) por lo que se ha podido conocer el origen y la condición de ellas.

## Concatedral de Santa María La Mayor

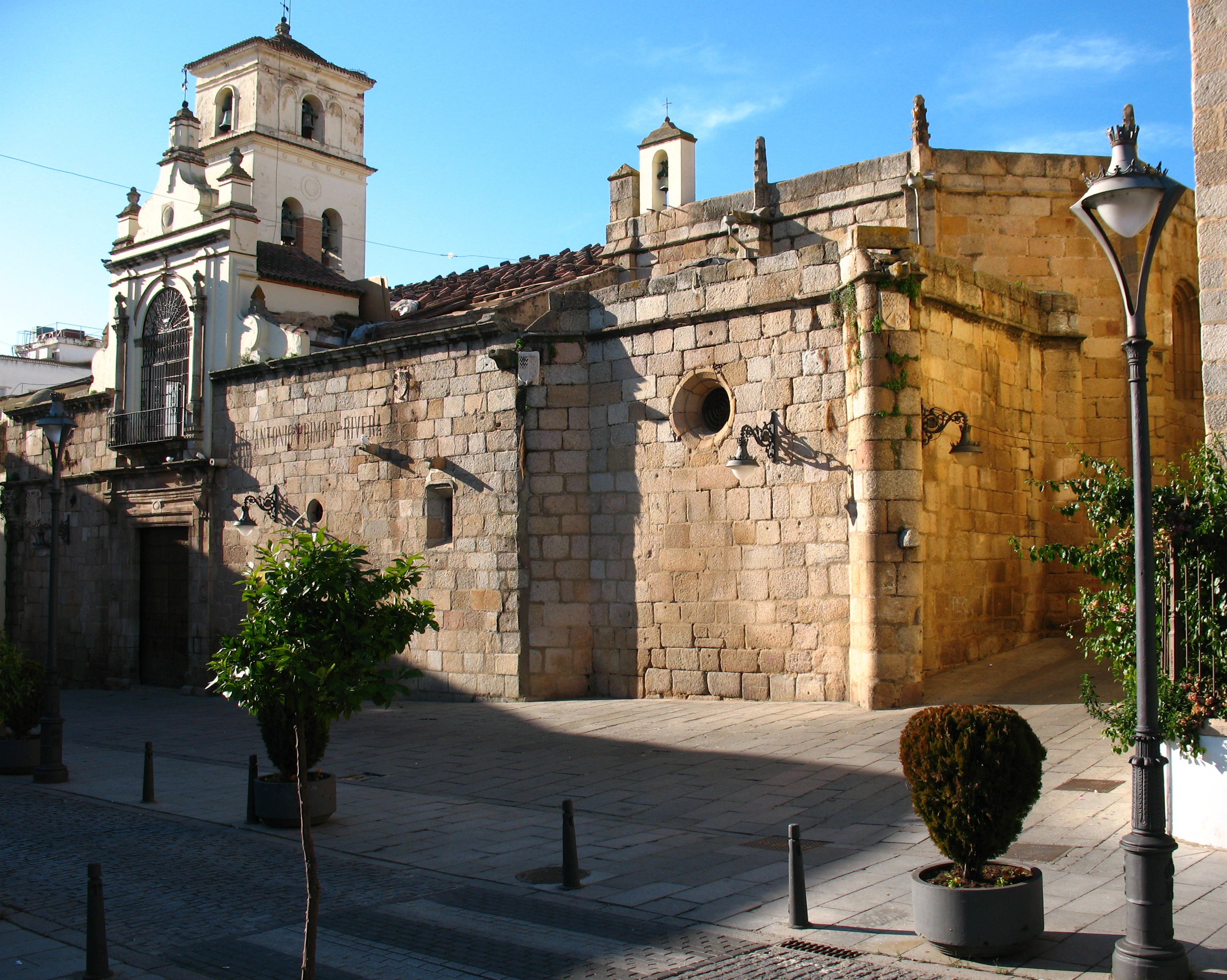
Concatedral de Santa María la Mayor.

## Otros monumentos y lugares de interés
- Casa del anfiteatro. Denominada así por situarse junto al anfiteatro. Convendría destacar que en realidad lo descubierto es un conjunto de dos domus romanas: la denominada "Casa de la Torre del Agua" y la "Casa del Anfiteatro".

- Yacimiento arqueológico de Morerías. Restos de un barrio romano y de un barrio árabe. Sobre él se erige el vanguardista edificio de Morerías, sede de varias consejerías de la Junta de Extremadura.

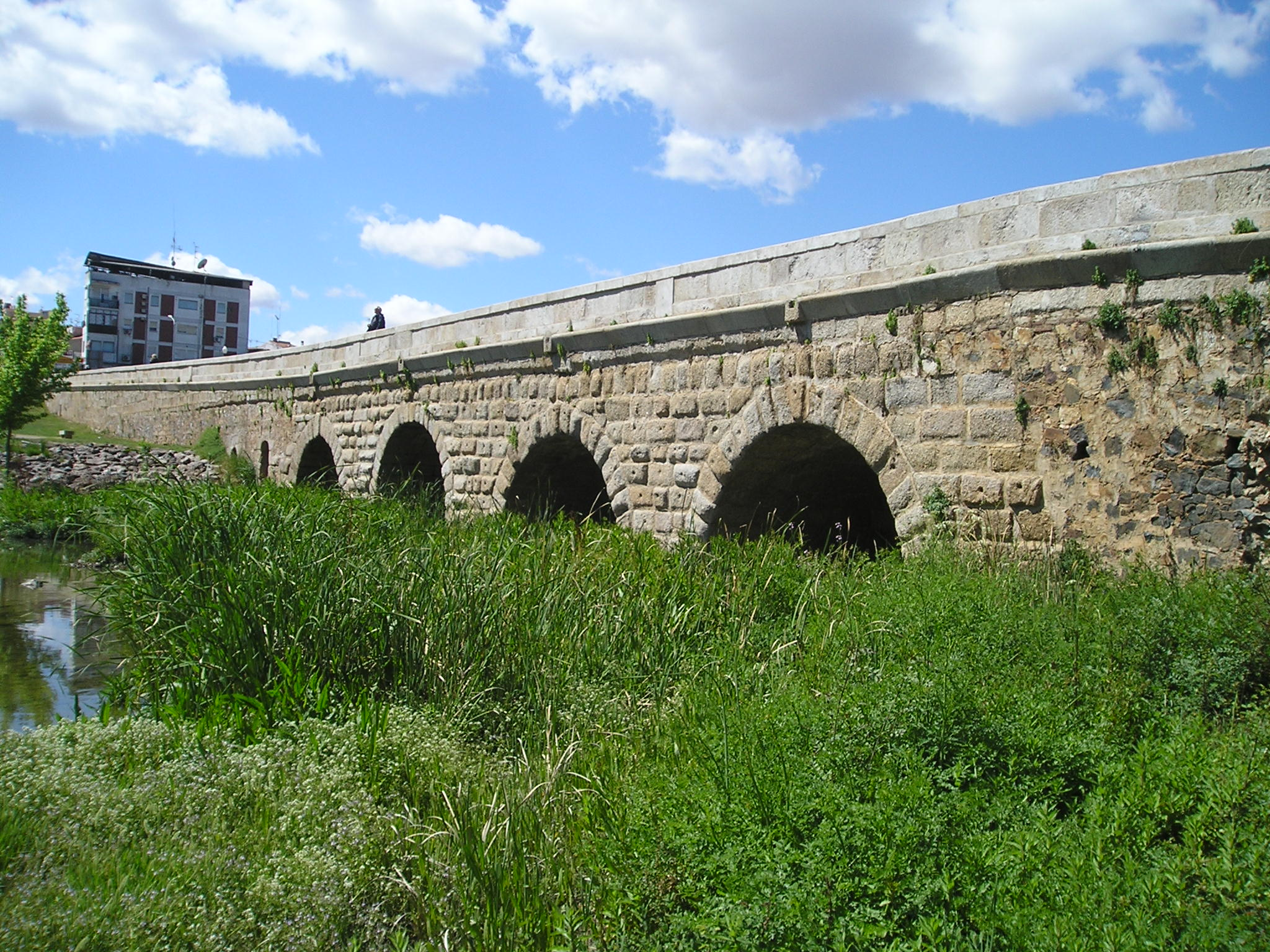
Puente romano sobre el río Albarregas.

- Puente romano sobre el río Albarregas. Su edificación se realizó en época de Augusto, con el fin de salvar las aguas del río Albarregas antes de desembocar en el río Guadiana a escasamente unos cientos de metros río abajo. De aquí partía la Vía de la Plata hacia Astorga. Tiene 145 metros de longitud.

- Pórtico del Foro. Erigido en el siglo I, fue restaurado en el siglo pasado sobre la base de algunos de los hallazgos encontrados en el lugar, muchos de los cuales se conservan en el Museo Nacional de Arte Romano. El monumento consta de un edificio porticado con un muro donde se albergan diversas hornacinas destinadas a estatuas encontradas en este lugar. Se encuentra en las proximidades del Templo de Diana, en uno de los dos foros que poseía la ciudad: Foro romano municipal de Mérida.

- Termas romanas de San Lázaro. Estas termas, situadas en el parque lineal de San Lázaro, las disfrutaban los ciudadanos de alta alcurnia que acudían a los eventos celebrados en el Circo Romano.

- Termas romanas y pozo de nieve de la C/ Reyes Huertas. Usado por los romanos como pozo de nieve y termas de agua fría, es único en el Imperio romano. También fue usado para almacenamiento de productos perecederos.

- Cripta de Santa Eulalia; yacimiento arqueológico de Santa Eulalia. En el subsuelo de la Basílica de Santa Eulalía se encuentra un yacimiento muy interesante que describe los diversos avatares que sufrió esta iglesia desde su construcción hasta nuestros días.

- Obelisco de Santa Eulalia. Erigido en el siglo XVII en honor de la mártir patrona de Mérida, empleándose en sus construcción diversos materiales entre los que destacan piezas romanas, como tres aras cilíndricas y un capitel. Coronando el conjunto se encuentra la imagen de la mártir, sobre un togado retrabajado.

- Xenodoquio. Fue mandado construir por el Obispo Masona en la segunda mitad del siglo VI. Cercano a la Basílica de Santa Eulalia de Mérida, sirvió de hospital y albergue de los peregrinos que venían a venerar los restos de la niña mártir, utilizándose también como hospital para los pobres de la ciudad.

- Castellum aquae. Situado en lo alto de la calle Calvario, era el final del Acueducto de Los Milagros y el principio de la distribución del agua por toda la ciudad.

## Lugares protegidos
| Código  | Nombre                                               | Lugar  | Extensión                                                 | Coordenadas                                         | Imagen |
| ------- | ---------------------------------------------------- | ------ | --------------------------------------------------------- | --------------------------------------------------- | ------ |
| 664-001 | Acueducto de los Milagros                            | Mérida | Zona de protección: 0,1177 ha. Zona de respeto: 20,90 ha. | 38°55′28.36″N 6°20′48.49″O / 38.9245444, -6.3468028 |        |
| 664-002 | Acueducto de San Lázaro                              | Mérida | Zona de protección: 1,0977 ha. Zona de respeto: 28,87 ha. | 38°55′39.40″N 6°20′05.65″O / 38.9276111, -6.3349028 |        |
| 664-003 | Puente de la Alcantarilla                            | Mérida | Zona de protección: 0,0038 ha.                            | 38°55′45.01″N 6°21′36.79″O / 38.9291694, -6.3602194 |        |
| 664-004 | Alcazaba, embalse y puente romano sobre el Guadiana  | Mérida | Zona de protección: 4,3975 ha. Zona de respeto: 20,87 ha. | 38°54′55.27″N 6°20′49.78″O / 38.9153528, -6.3471611 |        |
| 664-005 | Teatro, anfiteatro y casa del anfiteatro             | Mérida | Zona de protección: 7,9637 ha. Zona de respeto: 20,87 ha. | 38°55′3.42″N 6°20′11.92″O / 38.9176167, -6.3366444  |        |
| 664-006 | Arco de Trajano y Templo de la Concordia             | Mérida | Zona de protección: 0,7827 ha. Zona de respeto: 20,87 ha. | 38°55′09.85″N 6°20′42.82″O / 38.9194028, -6.3452278 |        |
| 664-007 | Basílica de Santa Catalina (Xenodoquio)              | Mérida | Zona de protección: 0,1549 ha. Zona de respeto: 20,87 ha. | 38°55′19.92″N 6°20′11.11″O / 38.9222000, -6.3364194 |        |
| 664-008 | Basílica Casa Herrera                                | Mérida | Zona de protección: 2,3455 ha.                            | 38°57′42.83″N 6°17′37.35″O / 38.9618972, -6.2937083 |        |
| 664-009 | Basílica de Santa Eulalia y Templo de Marte          | Mérida | Zona de protección: 0,682 ha. Zona de respeto: 20,87 ha.  | 38°55′19.16″N 6°20′26.50″O / 38.9219889, -6.3406944 |        |
| 664-010 | Circo romano                                         | Mérida | Zona de protección: 5,9935 ha. Zona de respeto: 20,87 ha. | 38°55′16.57″N 6°19′50.98″O / 38.9212694, -6.3308278 |        |
| 664-011 | Casa Mitreo - Columbarios                            | Mérida | Zona de protección: 3,5383 ha. Zona de respeto: 20,87 ha. | 38°54′47.29″N 6°20′17.91″O / 38.9131361, -6.3383083 |        |
| 664-012 | Iglesia de Santa Clara y colección de arte visigodo. | Mérida | Zona de protección: 0,1532 ha. Zona de respeto: 20,87 ha. | 38°55′06.11″N 6°20′43.73″O / 38.9183639, -6.3454806 |        |
| 664-013 | Embalse de Cornalvo                                  | Mérida | Zona de protección: 0,1881 ha.                            | 38°59′23.67″N 6°11′23.44″O / 38.9899083, -6.1898444 |        |
| 664-014 | Embalse de Proserpina                                | Mérida | Zona de protección: 0,5571 ha.                            | 38°58′16.75″N 6°21′54.64″O / 38.9713194, -6.3651778 |        |
| 664-015 | Foro Municipal                                       | Mérida | Zona de protección: 0,7155 ha. Zona de respeto: 20,87 ha. | 38°55′5.08″N 6°20′30.01″O / 38.9180778, -6.3416694  |        |
| 664-016 | Muralla romana y torre albarrana islámica            | Mérida | Zona de protección: 0,0251 ha. Zona de respeto: 20,87 ha. | 38°55′13.96″N 6°20′33.62″O / 38.9205444, -6.3426722 |        |
| 664-017 | Museo Nacional de Arte Romano                        | Mérida | Zona de protección: 0,4447 ha. Zona de respeto: 20,87 ha. | 38°55′6.66″N 6°20′18.57″O / 38.9185167, -6.3384917  |        |
| 664-018 | Obelisco de Santa Eulalia                            | Mérida | Zona de protección: 0,0596 ha. Zona de respeto: 20,87 ha. | 38°55′13.91″N 6°20′23.40″O / 38.9205306, -6.3398333 |        |
| 664-019 | Puente romano sobre el río Albarregas                | Mérida | Zona de protección: 0,1094 ha. Zona de respeto: 20,87 ha. | 38°55′29.90″N 6°20′52.17″O / 38.9249722, -6.3478250 |        |
| 664-020 | Templo de Diana                                      | Mérida | Zona de protección: 1,0776 ha. Zona de respeto: 20,87 ha. | 38°55′03.68″N 6°20′35.17″O / 38.9176889, -6.3431028 |        |
| 664-021 | Termas de la calle Reyes Huertas                     | Mérida | Zona de protección: 0,0637 ha. Zona de respeto: 20,87 ha. | 38°55′10.33″N 6°20′17.06″O / 38.9195361, -6.3380722 |        |
| 664-022 | Termas romanas de Alange                             | Alange | Zona de protección: 0,2977 ha.                            | 38°47′09.67″N 6°14′31.57″O / 38.7860194, -6.2421028 |        |

Fuente: Unesco